# Kwintus Cecyliusz Metellus

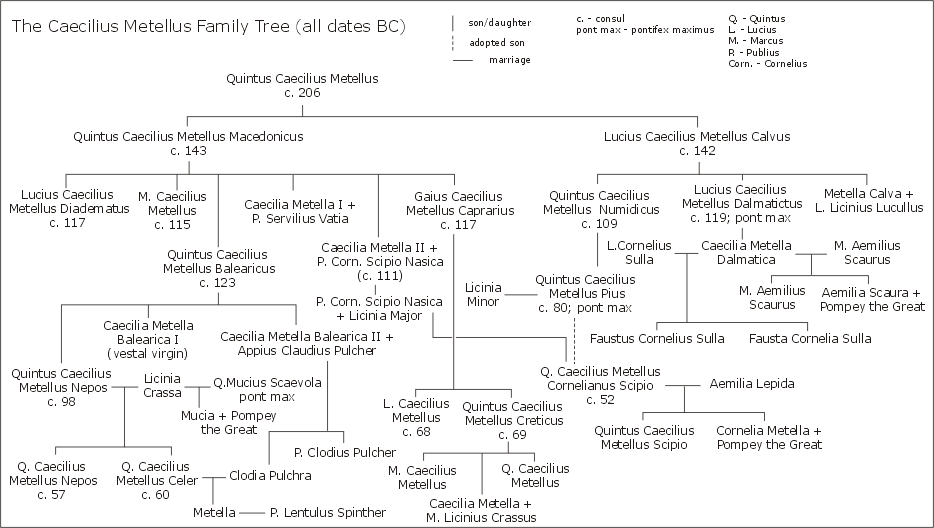
Genealogia Kwintusa Cecyliusza Metellusa

Quintus Caecilus Metellus (ur. przed 237 p.n.e., zm. po 179 p.n.e.) – członek wpływowego plebejskiego rodu rzymskiego Cecyliuszy, syn Lucjusza Cecyliusza Metellusa, konsula w 251 p.n.e..  W 216 p.n.e. został wybrany do kolegium pontyfików. Sprawował urząd edyla plebejskiego w 209 p.n.e., a w następnym roku urząd edyla kurulnego. W 207 p.n.e. służył jako legat w armii Tyberiusza Klaudiusza Nerona w kampanii przeciwko Hazdrubalowi. Był jednym z trzech posłów, którzy dostarczyli do Rzymu wieść o zwycięstwie nad rzeką Metaurus. Dyktator w 207 p.n.e. Marek Liwiusz Salinator mianował Metellusa dowódcą jazdy (Magister equitum). W 206 p.n.e. został konsulem z Lucjuszem Wetoriuszem. Obu tym konsulom przydzielono jako teren działania Bruttium i wojnę z Hannibalem. Kwintusowi przydzielono dwa legiony, którymi poprzedniego roku jako konsul dowodził Gajusz Klaudiusz.  Prowadził działania przeciwko Hannibalowi w Bruttium i Lukanii, ale bez większych sukcesów. Przedłużono mu dowództwo nad tym samym wojskiem na następny 205 p.n.e. i kontynuował działania w Bruttium wraz z nowym konsulem Publiuszem Licyniuszem Krassusem. Pod koniec tegoż 205 roku p.n.e. konsul mianował go dyktatorem z zadaniem przeprowadzenia wyborów, jego wojsko zostało rozwiązane a po przeprowadzeniu wyborów, złożył urząd. W 204 p.n.e. był członkiem. komisji do rozpatrzenia skargi Lokrów na Scypiona i jego legata Pleminiusza  za zachowanie garnizonu rzymskiego w Lokrach. W senacie stale wspierał interesy słynnego wodza Publiusza Korneliusza Scypiona Afrykańskiego. Kwintus Metellus, który brał aktywny udział w wojnie z Hannibalem, w swojej przemowie w senacie  w 201 p.n.e. podsumuwującej tę wojnę stwierdził, że jej zakończenia nie uważa za błogosławieństwo dla Rzymu, gdyż obawia się, że Rzymianie znów popadną w poprzednią gnuśność, z której wydobyła ich obecność Hannibala. W 210 został członkiem komisji do przydziału ziemi weteranom Scypiona. W latach 185-184 posłował do Macedonii dla rozsądzenia sporów króla Filipa z sąsiadami i na Peloponez w sprawie sporów Achajów z Lacedemończykami.  Kwintus po zakończeniu misji skarżył się ostro w senacie, że nie umożliwiono legatom wystąpić przed kongresem Achajów. Według świadectwa Cycerona był dobrym mówcą.